# Per Gustavsson
Per Gustavsson (ur. 1962 w Arvika) – szwedzki ilustrator i autor książek dla dzieci.
Zadebiutował w 1995 r. książką Stoppa bollen. Od tego czasu stworzył ilustracje do kilkudziesięciu książek dla dzieci, ilustrując teksty zarówno innych autorów, jak i własne.

## Twórczość
W Polsce nakładem Wydawnictwa Zakamarki ukazały się następujące książki z jego ilustracjami:
- Kosmiczne święta (tyt. oryg. En klurig jul, 2018) napisana przez Ingelin Angerborn w tłumaczeniu Marty Wallin, 2018[5], 978-83-7776-172-4.

### seriaRodzina Obrabków
- Rodzina Obrabków i urodzinowy skok (tyt. oryg. Familjen Knyckertz och födelsedagskuppen), tekst: Anders Sparring, tłumaczenie: Agnieszka Stróżyk, 2021[6], ISBN 978-83-7776-199-1.
- Rodzina Obrabków i złoty diament (tyt. oryg. Familjen Knyckertz och gulddiamanten), tekst: Anders Sparring, tłumaczenie: Agnieszka Stróżyk, 2022[7], ISBN 978-83-7776-224-0.
- Rodzina Obrabków i psia sprawa (tyt. oryg. Familjen Knyckertz och snutjakten, 2022), tekst: Anders Sparring, tłumaczenie: Agnieszka Stróżyk, 2022[8], ISBN 978-83-7776-235-6.
- Rodzina Obrabków i sekret Icjanta (tyt. oryg. Familjen Knyckertz och Ismans hemlighet), tekst: Anders Sparring, tłumaczenie: Agnieszka Stróżyk, 2023[9], ISBN 978-83-7776-240-0.
- Rodzina Obrabków i klątwa gipsowego kota (tyt. oryg. Familjen Knyckertz och gipskattens förbannelse), tekst: Anders Sparring, tłumaczenie: Agnieszka Stróżyk, 2024, ISBN 978-83-7776-264-6.
- Rodzina Obrabków i dama w boa (tyt. oryg. Familjen Knyckertz och damen med fjäderboan), tekst: Anders Sparring, tłumaczenie: Agnieszka Stróżyk, 2024, ISBN 978-83-7776-270-7.

Zasiada w jury przyznającym Nagrodę Literacką im. Astrid Lindgren